# أبوسوم جنوبي أحمر الجانب
أبوسوم جنوبي أحمر الجانب (الاسم العلمي:Monodelphis sorex)، هو نوع من الأبوسوم يتواجد في الأرجنتين والبرازيل وباراغواي.